# Alsophis rufiventris
Alsophis rufiventris är en ormart som beskrevs av Duméril, Bibron och Duméril 1854. Alsophis rufiventris ingår i släktet Alsophis och familjen snokar. Inga underarter finns listade i Catalogue of Life.

## Utseende
Arten når en längd upp till 92 cm. Artepitet rufiventris i det vetenskapliga namnet syftar på ormens rödbruna till rödaktiga undersida. På ovansidan varierar grund färgen mellan mörkbrun och ljusgrå. Hannarna har på ryggen ett mönster av fläckar med svarta kanter som övergår till mörka linjer vid svansen. Honor har däremot en dekoration av olika strimmor och fläckar som försvinner längre bak.

## Utbredning
Alsophis rufiventris förekommer endemisk på öarna Saba och Sint Eustatius i Karibiska Nederländerna. Tidigare levde arten även i Saint Kitts och Nevis. Den utrotades där av den introducerade javanesiska mungon. Ormen lever i nästan alla habitat som hittas på öarna som torra skogar, fuktiga skogar och trädgårdar.

## Ekologi
Alsophis rufiventris är aktiv på dagen men den vilar under dagens hetaste timmar. Ormen rör sig gömd mellan klippor eller i lövskiktet och överraskar sina byten. Den kan även uppsöka gnagarnas underjordiska bon. Förutom gnagare jagas mindre ödlor som anolisar. Även ödlornas ägg äts. Alsophis rufiventris kan döda sina byten med det giftiga bettet.
Honor av andra ormar i samma släkte lägger inga ägg utan föder levande ungar. Troligen sker fortplantningen hos denna art på samma sätt.

## Status
Ifall manguster införs på Saba och Sint Eustatius är beståndet akut hotad. Ökat turisttrafik i Antillerna ökar även denna fara. I Karibiska Nederländerna dödas enstaka exemplar av tamkatter. Några få individer fångades och såldes som sällskapsdjur. Kring några kullar på öarna inrättades skyddszoner. IUCN kategoriserar arten globalt som sårbar (VU).